# 2. divisjon 1999 (football americano norvegese)
La 2. divisjon 1999 è la 7ª edizione del campionato di football americano di secondo livello, organizzato dalla NAIF.

## Squadre partecipanti
| Club              | Città    | Stadio | Sponsor ufficiale | Risultato nella stagione 1998 |
| ----------------- | -------- | ------ | ----------------- | ----------------------------- |
| Arendal Wildcats  | Arendal  |        |                   |                               |
| Bærum Blue Devils | Bærum    |        |                   |                               |
| Bergen Storm      | Bergen   |        |                   |                               |
| Hamar Ruins       | Hamar    |        |                   |                               |
| Kolbotn Kodiaks   | Oppegård |        |                   |                               |
| Oslo Vikings 2    | Oslo     |        |                   |                               |
| Sandnes Oilers    | Sandnes  |        |                   |                               |

## Stagione regolare

### Calendario

#### 1ª giornata
| 2 maggio 1999 | Bergen Storm | 0 – 13 (0-0 0-0 0-7 0-6) | Sandnes Oilers |  |

#### 2ª giornata
| 9 maggio 1999 | Bærum Blue Devils | 22 – 14 | Hamar Ruins |  |

| 9 maggio 1999 | Bergen Storm | 6 – 62 (0-0 0-24 0-24 6-14) | Arendal Wildcats |  |

#### 3ª giornata
| 16 maggio 1999 | Bærum Blue Devils | 37 – 0 | Kolbotn Kodiaks |  |

| Arendal 16 maggio 1999 | Arendal Wildcats | 14 – 22 (0-3 14-13 0-6 0-0) | Sandnes Oilers | Stuenes Stadion |

#### 4ª giornata
| Oslo 23 maggio 1999, ore 14:00 | Oslo Vikings 2 | 0 – 29 | Bærum Blue Devils |  |

#### 5ª giornata
| 30 maggio 1999 | Kolbotn Kodiaks | 0 – 64 | Hamar Ruins |  |

| Arendal 30 maggio 1999 | Arendal Wildcats | 50 – 2 (14-2 28-0 2-0) | Bergen Storm | Stuenes Stadion |

#### 6ª giornata
| 6 giugno 1999 | Sandnes Oilers | 8 – 0 (8-0 0-0 0-0 0-0) | Arendal Wildcats |  |

| 6 giugno 1999 | Hamar Ruins | 28 – 12 | Bærum Blue Devils |  |

| 6 giugno 1999 | Oslo Vikings 2 | 36 – 0 | Kolbotn Kodiaks |  |

#### 7ª giornata
| 12 giugno 1999 | Bergen Storm | 0 – 47 (0-19 0-0 0-28 0-0) | Sandnes Oilers |  |

| 13 giugno 1999 | Hamar Ruins | 20 – 16 (6-0 0-8 6-8 8-0) | Oslo Vikings 2 |  |

#### 8ª giornata
| 20 giugno 1999 | Oslo Vikings 2 | 8 – 20 (8-0 0-14 0-0 0-6) | Hamar Ruins |  |

| 20 giugno 1999 | Arendal Wildcats | 18 – 26 | Bergen Storm |  |

#### 9ª giornata
| 27 giugno 1999 | Bærum Blue Devils | 13 – 8 (7-0 6-2 0-0 0-6) | Oslo Vikings 2 |  |

#### Altri incontri
| 1999 | Kolbotn Kodiaks | 0 – 6 (a tavolino) | Bærum Blue Devils |  |

| 1999 | Kolbotn Kodiaks | 0 – 6 (a tavolino) | Oslo Vikings 2 |  |

| 1999 | Sandnes Oilers | 41 – 0 | Bergen Storm |  |

| 1999 | Sandnes Oilers | 16 – 14 | Arendal Wildcats |  |

| 1999 | Hamar Ruins | 20 – 0 (a tavolino) | Kolbotn Kodiaks |  |

### Classifiche
Le classifiche della regular season sono le seguenti:
- PCT = percentuale di vittorie, G = partite giocate, V = partite vinte,  P = partite perse, PF = punti fatti, PS = punti subiti

#### Girone Ost
| Pos. | Squadra           | PCT  | G | V | N | P | PF  | PS  |
| ---- | ----------------- | ---- | - | - | - | - | --- | --- |
| 1    | Hamar Ruins       | .833 | 6 | 5 | 0 | 1 | 152 | 58  |
| 2    | Bærum Blue Devils | .833 | 6 | 5 | 0 | 1 | 119 | 50  |
| 3    | Oslo Vikings 2    | .333 | 6 | 2 | 0 | 4 | 74  | 82  |
| 4    | Kolbotn Kodiaks   | .000 | 6 | 0 | 0 | 6 | 0   | 155 |

#### Girone Vest
| Pos. | Squadra          | PCT   | G | V | N | P | PF  | PS  |
| ---- | ---------------- | ----- | - | - | - | - | --- | --- |
| 1    | Sandnes Oilers   | 1.000 | 6 | 6 | 0 | 0 | 147 | 28  |
| 2    | Arendal Wildcats | .333  | 6 | 2 | 0 | 4 | 158 | 80  |
| 3    | Bergen Storm     | .167  | 6 | 1 | 0 | 5 | 34  | 231 |

## Finale
| 3 luglio 1999 | Sandnes Oilers | 49 – 0 | Hamar Ruins |  |

## Verdetti
- Sandnes Oilers campioni della 2. divisjon 1999